# Gravoúna
Gravoúna (Gravouna) är en ort i Grekland.   Den ligger i prefekturen Nomós Kaválas och regionen Östra Makedonien och Thrakien, i den nordöstra delen av landet, 300 km norr om huvudstaden Aten. Gravoúna ligger 27 meter över havet och antalet invånare är 737.
Terrängen runt Gravoúna är varierad. Runt Gravoúna är det ganska glesbefolkat, med 47 invånare per kvadratkilometer. Närmaste större samhälle är Chrysoúpolis, 3,6 km öster om Gravoúna. Trakten runt Gravoúna består till största delen av jordbruksmark.